# Lizyna
Lizyna, skr. Lys, K – organiczny związek chemiczny z grupy aminokwasów białkowych. Dla człowieka jest aminokwasem egzogennym, gdyż nie jest syntetyzowany w organizmie i musi być dostarczany z pożywieniem.
Lizyna jest aminokwasem polarnym. Zawiera zasadowy łańcuch boczny, który w pH komórki ma ładunek dodatni (−NH+
3). Wchodzi w skład białek wiążących ujemnie naładowane cząsteczki kwasów nukleinowych, takich jak histony.
Rola lizyny w organizmie:
- Niezbędna przy budowie białek, głównie w mięśniach i w kościach, istotna w okresie rozwoju.
- Wchłania wapń, poprawia koncentrację umysłową.
- Łagodzi objawy przeziębienia, grypy oraz opryszczki.
- Obecna przy wytwarzaniu hormonów, przeciwciał, enzymów i przy budowie kolagenu.
- Jej niedobór skutkuje objawami zmęczenia i rozdrażnienia, powoduje anemię i wypadanie włosów.
- Najprawdopodobniej jeden z czynników wpływających w dużej mierze na procesy antykancerogenne w połączeniu z dużymi dawkami antyoksydantów.
- Uczestniczy w procesach odnowy tkanek, tworzenia się przeciwciał oraz stymulacji wzrostu.

Na skalę przemysłową otrzymuje się ją z kaprolaktamu.
W postaci chlorowodorku jest stosowana jako dodatek do pasz w celu podniesienia ich wartości odżywczej (podobnie jak metionina). Roczna światowa produkcja lizyny i jej soli wyniosła w 2005 r. 850 tys. ton (w przybliżeniu tyle samo, co łączna produkcja pozostałych – poza kwasem glutaminowym – podstawowych aminokwasów i ich soli).